# Julián Fernández Navarrete y Jiménez de Tejada
Julián Fernández de Navarrete, Ximénez de Tejada, Ramírez de la Piscina y Argaiz (Ábalos, La Rioja, 16 de febrero de 1767 – Valencia, 20 de abril de 1820) fue un noble, hacendista y político español.  

## Biografía
Aristócrata riojano y navarro, hijo de Francisco Fernández de Navarrete y Ramírez de la Piscina, y de Catalina Ximénez de Tejada y Argaiz. 
Descendiente por línea materna del príncipe de la isla de Malta, y 69 Gran Maestre de la orden Hospitalaria de San Juan de Jerusalén -también conocida Orden de Malta - Francisco Ximénez de Tejada y Eslava, cuyos parientes heredarán el marquesado de Ximénez de Tejada. Su bisabuelo materno por la línea Ximénez de Tejada fue Señor de Valdeosera.
Por línea del segundo apellido materno - Argaiz- desciende de la última dinastía francesa del reino de Navarra; de Felipe de Évreux, conocido como Felipe III de Navarra y de Juana II de Navarra. 
Por línea paterna su tatarabuelo fue Juan Francisco Fernández de Navarrete y de Ayala , caballero de la Orden de Santiago desde 1665, nacido en Navarrete en 1631, fue alcalde de los hidalgos de Navarrete. Su bisabuelo fue Martín José Fernández de Navarrete y Ubago, nacido en Navarrete en 1655, caballero de la Orden de Santiago desde 1671 su abuelo fue Martín Fernández de Navarrete y de Zárate caballero de la Orden de Calatrava desde 1703.
Hermano del historiador, académico y político de Martín Fernández de Navarrete Ximénez de Tejada, y hermano también del pionero del Provincialismo Riojano Antonio Fernández de Navarrete Ximénez de Tejada.  
Julián Fernández de Navarrete Ximénez de Tejada estudió Humanidades y Derecho, emprendiendo después la carrera administrativa siendo primero tesorero del Ejército en Ceuta en 1796, luego en la Coruña en 1797, y , por último, en Aragón hasta 1808. En la Guerra de la Independencia Española fue nombrado intendente del Segundo Ejército por la Junta de Cádiz, siendo tesorero general e intendente general del Ejército. Formó parte de la Junta Suprema Central durante la Guerra de la Independencia, siendo designado el 24 de agosto de 1813 secretario de despacho de Hacienda, cargo equivalente en la actualidad al de ministro de Hacienda que ocupó hasta mayo de 1814. Tras la guerra continuó siendo tesorero general desde 1816 a 1818. 
"Con la vuelta al trono de Fernando VII, desempeñó desde mayo de 1814 el cargo de tesorero general del Consejo de Hacienda; cesado al año siguiente para retomar de nuevo el mencionado cargo poco después, alternó su ejercicio con Víctor Soret entre 1816 y 1818. Asimismo, obtuvo los nombramientos de ministro honorario del Consejo de Hacienda (1817-1820), consiliario perpetuo secular de la Junta de Reales Hospitales y ministro honorario de la Cámara de Guerra (1818-1820). 

Casó con María Petra Peralta y Valta. Una vez jubilado, se instaló en Valencia, donde falleció."